# Cutie Rose - 1
Cutie Rose - 1 (グラドルヒロイン危機一髪!!（Ｒ）　キューティーローズ - 1) es una película japonesa, del 25 de septiembre de 2009, producida por Zen Pictures. Es una película del género tokusatsu, de acción y aventuras, con artes marciales, dirigido por Eiji Kamikura, y protagonizada por Kanami Okamoto, Haruka Nagase y Maya tousaki. La película posee una segunda parte, Cutie Rose - 2.
El idioma es en japonés, pero también está disponible con subtítulos en inglés, en DVD o descargable por internet.

## Argumento
Mai Tsukijima es una estudiante de secundaria ordinaria. Un día, ella es salvada de las garras de una secreta organización malvada llamada "Devil Fang", por una misteriosa chica llamada Misty Lily. Antes de irse, Misty Lily dice a Mai que ella debía de olvidar todo sobre ella si quería vivir en paz, pero Mai, llevada por su curiosidad, busca a Lily por la ciudad. No la encuentra, pero encuentra un soldado de la organización Devil Fang y empieza a seguirle. Mai acaba siendo descubierta por el monstruo Tarango de la organización, quien la captura y la tortura. Cuando Mai cree que ha llegado su fin, Misty Lily aparece y vuelve a salvar a Mai, con sus increíbles poderes, pero un nuevo monstruo aparece. Es una araña gigante. Misty Lily no puede contra los dos monstruos, y es derribada y golpeada por Tarango y la araña gigante, pero Mai descubre el secreto por el cual Misty Lily posee sus poderes. Bajo una luz brillante y cegadora que la envuelve, Mai se transforma en Cutie Rose.